# Guillotière - Gabriel Péri (métro de Lyon)
Guillotière - Gabriel Péri est une station de métro française de la ligne D du métro de Lyon, située Place Gabriel-Péri dans le quartier de la Guillotière à la limite du 3e et du 7e arrondissement de Lyon, préfecture de la région Auvergne-Rhône-Alpes.
Elle est mise en service en 1991, lors de l'ouverture à l'exploitation de la ligne D.

## Situation ferroviaire
La station Guillotière - Gabriel Péri est située sur la ligne D du métro de Lyon, entre les stations Bellecour et Saxe - Gambetta.

## Histoire
La station Guillotière n'était pas prévue dans le projet initial de 1981, car trop proche à la fois du Rhône et de la station Saxe - Gambetta. Elle est finalement réalisée dans un but de gentrification : il s'agit de faire augmenter les prix de l'immobilier du quartier pour évincer les classes populaires et les populations immigrées.
La station « Guillotière », son nom d'origine, est mise en service le 9 septembre 1991, lors de l'ouverture officielle de l'exploitation de la ligne D du métro de Lyon de la station Gorge de Loup à la station Grange Blanche.
Construite en tranchée couverte sur deux niveaux dont la mezzanine en constitue le niveau supérieur, elle est édifiée suivant un plan classique de deux voies encadrées par deux quais latéraux. La mezzanine, dessinée par l' architecte Gérard Waterlot, est rendue nécessaire par la présence d'un égout transversal.
En 2004, les escaliers d’accès ont été remaniés à l'occasion du réaménagement de la place Gabriel-Péri. Pour des raisons d'hygiène les sièges et la quasi-totalité des auvents de la station de tramway ont été supprimés en 2010.
Il n'y a pas de personnel, des automates permettent l'achat et d'autres le compostage des billets. Elle équipée d'origine d'ascenseurs pour les personnes à mobilité réduite et a été équipée de portillons d'accès le 19 octobre 2006.
Originellement dénommée « Guillotière » en référence au quartier qu'elle dessert, elle a été renommée début 2009 en « Guillotière - Gabriel Péri » afin de rappeler le nom de la place sous laquelle elle se trouve et que les Lyonnais appellent couramment la « place du Pont », son ancien nom. Le nouveau nom est apparu sur les plans le 20 avril 2009, à l'occasion de la mise en service de la ligne 4 du tramway de Lyon.

## Service des voyageurs

### Accueil
La station compte quatre accès, donnant tous sur la mezzanine : deux situés au nord et au sur de la place Gabriel-Péri, l'accès sud donnant directement sur la station de tramway, et deux situés à l'ouest de chaque côté du cours Gambetta. Elle dispose dans chacun des accès de distributeur automatique de titres de transport et de valideurs couplés avec les portillons d'accès.

### Desserte
Guillotière - Gabriel Péri est desservie par toutes les circulations de la ligne.

### Intermodalité
Guillotière - Gabriel Péri est une station permettant les correspondances entre trois modes de transport du réseau Transports en commun lyonnais (TCL) : métro, tramway et bus.
On retrouve au sud sur la rue de Marseille la station de tramway de la ligne T1 (ouverte en 2001).
Répartis selon les directions au nord et à l'est de la place sur le cours de la Liberté et le cours Gambetta, on retrouve les arrêts des lignes de bus C9 et C12.
À côté de l'accès sud de la station à proximité de la station de tramway, on retrouve l'arrêt de la ligne de bus Pleine Lune PL2.
Outre les rues et places avoisinantes, elle permet de rejoindre à pied différents sites, notamment : le quartier de la Guillotière et son « Chinatown » ainsi que les berges du Rhône.

## Œuvre d'art
La station compte un bas-relief habillant le mur de la station au dessus des quais en direction de Gare de Vénissieux et sculpté par Isabelle et Olivier Giroud.